# Hieracium insulare
Hieracium insulare là một loài thực vật có hoa trong họ Cúc. Loài này được (F.Hanb.) F.Hanb. mô tả khoa học đầu tiên năm 1894.